# Fehér karácsony (film)
A Fehér karácsony (eredeti cím: White Christmas) egy 1954-es amerikai zenés film, melynek címe Bing Crosby azonos című slágerének nevét viseli. A film főbb szerepeit Crosby mellett Danny Kaye, Rosemary Clooney, Vera-Ellen és Dean Jagger játsszák. 
A film rendezője Kertész Mihály,  forgatókönyvét pedig Irving Berlin ötlete alapján Norman Krasna, Norman Panama es Melvin Frank írták.

## Cselekmény
Két tehetséges énekes-táncos komikus, Bob Wallace és Phil Davis, a háború után elhatározza, hogy létrehozza a szórakoztatóipar legragyogóbb párosát. Egy téli napon két fiatal hölggyel találkoznak össze, és együtt indulnak Vermontba, hogy együtt töltsék a karácsonyt. Természetesen nagyon jól szórakoznak a hölgyek társaságában, de az igazi kaland akkor kezdődik el, amikor Wallace és Davis rájönnek, hogy a vendéglő tulajdonosa nem más, mint egykori tábornokuk. Az öregúr szörnyű anyagi gondokkal küzd. A kis csapat elhatározza, hogy egy show-műsorral megpróbálnak enyhíteni az öreg tábornok gondjain.

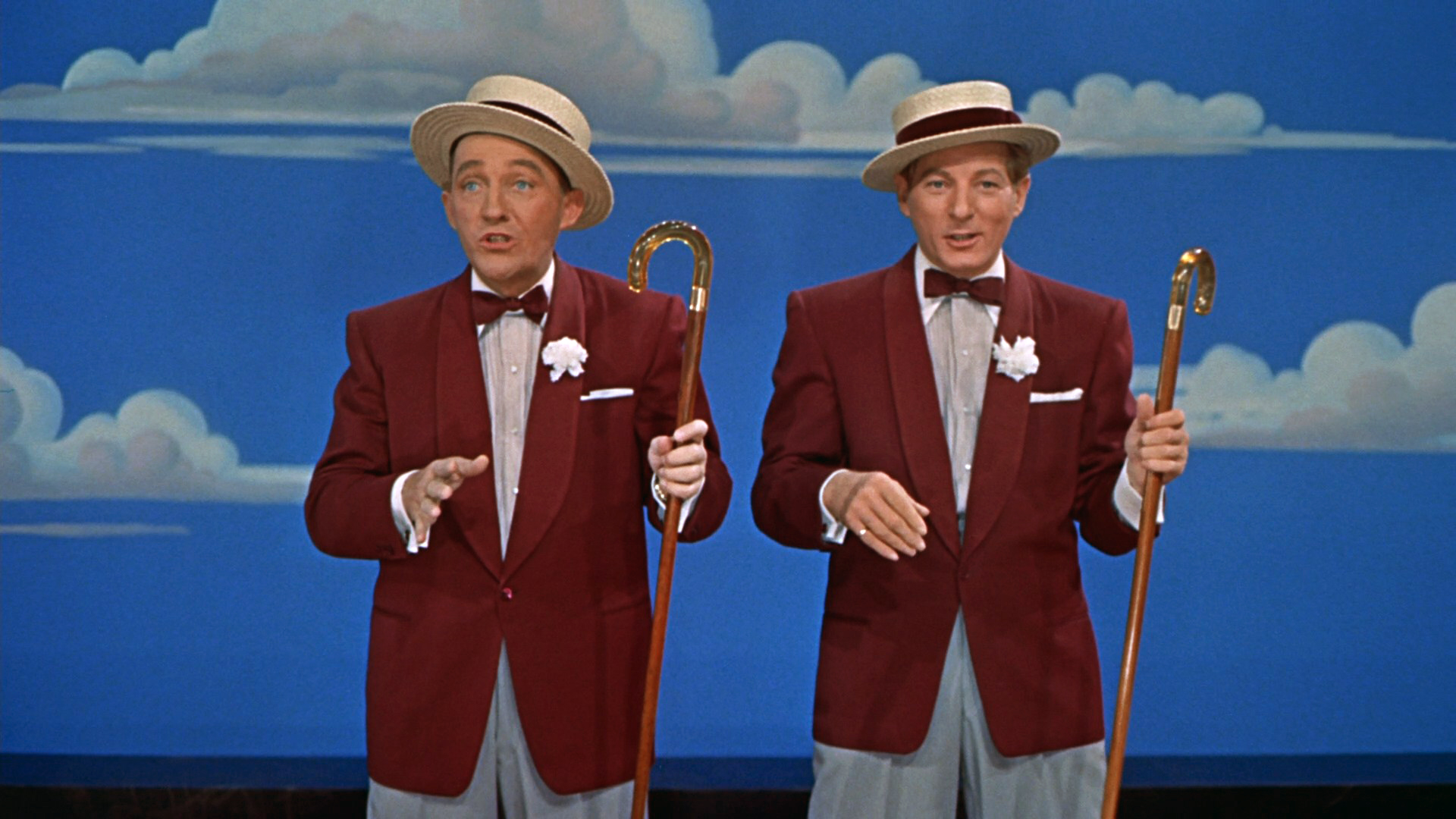
Bing Crosby és Danny Kaye a film egyik jelenetében

## Szereplők
| Szereplő                   | Színész            | Magyar hang       |
| -------------------------- | ------------------ | ----------------- |
| Bob Wallace                | Bing Crosby        | Kovács István     |
| Phil Davis                 | Danny Kaye         | Harsányi Gábor    |
| Betty Haynes               | Rosemary Clooney   | Kocsis Mariann    |
| Judy Haynes                | Vera-Ellen         | Simorjay Emese    |
| Thomas F. Waverly tábornok | Dean Jagger        | Izsóf Vilmos      |
| Emma Allen                 | Mary Wicks         | Halász Aranka     |
| Susan Waverly              | Anne Whitfield     | Csondor Kata      |
| Albert                     | Robert Crosson     | Bor Zoltán        |
| Harold G. Carlton tábornok | Gavin Gordon       | Perlaki István    |
| Ed Harrison                | Johnny Grant       | Balázsi Gyula     |
| Kalauz                     | Percy Helton       | Surányi Imre      |
| Állomásfőnök               | I. Stanford Jolley | Kisfalussy Bálint |
| Háziúr                     | Sig Ruman          | Antal László      |
| Novello                    | Herb Vigran        | Dobránszky Zoltán |

## A filmben elhangzó dalok
Zárójelben a számot éneklő színész vezetékneve olvasható.
- "White Christmas" (Crosby)
- "The Old Man" (Crosby, Kaye és kórus)
- "Medley: Heat Wave/Let Me Sing and I'm Happy/Blue Skies" (Crosby és Kaye)
- "Sisters" (Clooney és Vera-Ellen)
- "The Best Things Happen While You're Dancing" (Kaye és Vera-Ellen)
- "Sisters (reprise)" (Crosby és Kaye)
- "Snow" (Crosby, Kaye, Clooney és Vera-Ellen)
- Minstrel Number: "I'd Rather See a Minstrel Show" / "Mister Bones" / "Mandy" (Crosby, Kaye, Clooney és Chorus)
- "Count Your Blessings (Instead of Sheep)" (Crosby és Clooney)
- "Choreography" (Kaye)
- "The Best Things Happen While You're Dancing (reprise)" (Kaye és Chorus)
- "Abraham" (instrumentális)
- "Love, You Didn't Do Right By Me" (Clooney)
- "What Can You Do with a General?" (Crosby)
- "The Old Man (reprise)" (Crosby és kórus)
- "Gee, I Wish I Was Back in the Army" (Crosby, Kaye, Clooney és Vera-Ellen)
- "White Christmas (finale)" (Crosby, Kaye, Clooney, Vera-Ellen és kórus)

## Színpadi adaptáció
A film nyomán musical is készült, melynek ősbemutatója 2004-ben volt San Franciscoban.